# ورای رنگین‌کمان
ورای رنگین‌کمان (انگلیسی: Beyond the Rainbow) یک فیلم درام صامت به کارگردانی کریستی کابان است که در سال ۱۹۲۲ منتشر شد.
این فیلم نخستین فیلمی است که کلارا بو در آن هنرنمایی کرده است. یک نسخهٔ ۱۶ میلی‌متری از این فیلم در بایگانی دانشگاه یوسی‌ال‌ای نگهداری می‌شود.

## بازیگران
- بیلی داو
- کلارا بو
- مارگریت کورتو
- جورج فاست
- والتر میلر
- هری تی. موری
- ادموند بریس
- هلن ویر
- هانتلی گوردن
- رز کاگلن
- چارلز کِـرِگ
- گاردنر جیمز
- جیمز هریسون